# Bifald
 "Applaus" omdirigeres hertil. For anden betydning, se Applaus (film).
Bifald betegner det at klappe, dvs. slå håndfladerne let sammen for at frembringe lyd. Det forventes normalt, at et publikum giver bifald efter en optræden såsom ved en koncert, en offentlig tale eller fremførelse af et teaterstykke.
I de fleste vestlige lande klapper publikum arytmisk og ustruktureret og frembringer derved en konstant lyd; en slags nonverbal kommunikation der meget forenklet indikerer den samlede gruppes relative mening – jo højere der bliver klappet, og i jo længere tid det foregår, desto større er anerkendelsen.
Bifald kan også (let forældet og højtideligt) bruges om udtryk for enighed eller tilladelse. I den betydning kan bifald gives mundtligt eller eventuelt skriftligt, jf. sætningen:
```
Han gav sit skriftlige bifald til vielsen...
```